# 皮克冰川
64°15′S 59°36′W / 64.250°S 59.600°W

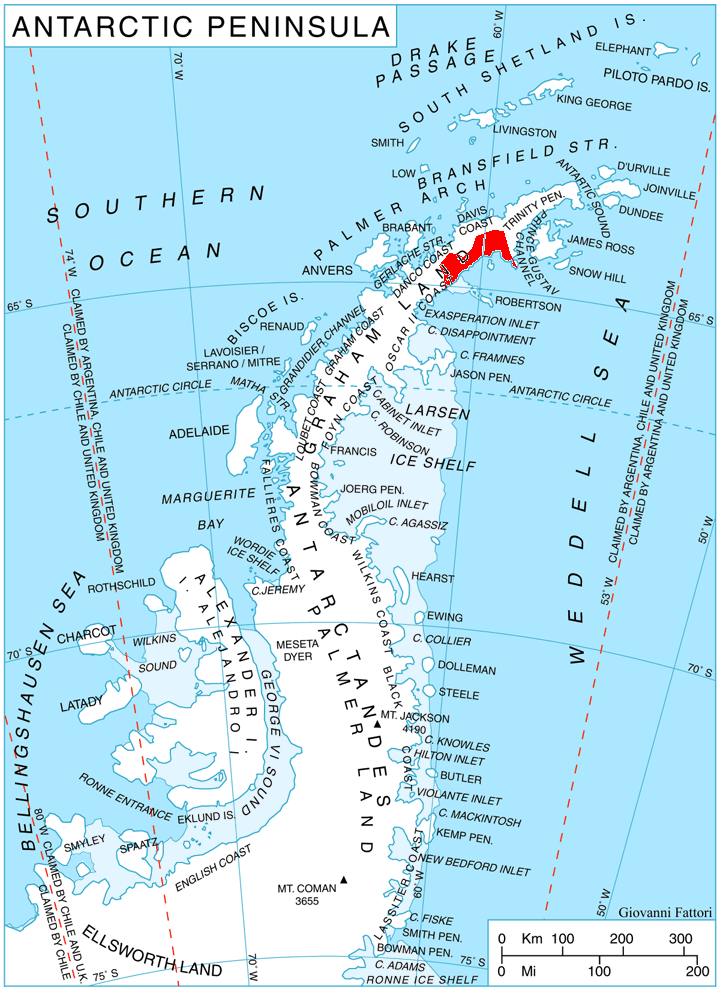

皮克冰川是南極洲的冰川，位於葛拉漢地北部，全長9公里，發源自底特律高原，根據英國探險隊的測量被繪入地圖，該冰川以英國科學家命名。

## 外部連結
- SCAR Composite Antarctic Gazetteer（页面存档备份，存于）.